# Phryganoporus vandiemeni
Espèce
Synonymes
- Badumna vandiemeni Gray, 1983

Phryganoporus vandiemeni est une espèce d'araignées aranéomorphes de la famille des Desidae.

## Distribution
Cette espèce est endémique d'Australie. Elle se rencontre au Victoria et en Tasmanie.

## Description
Le mâle décrit par Gray en 2002 mesure 8,55 mm et la femelle 8,60 mm.

## Publication originale
- Gray, 1983 : The taxonomy of the semi-communal spiders commonly referred to the species Ixeuticus candidus (L. Koch) with notes on the genera Phryganoporus, Ixeuticus and Badumna (Araneae, Amaurobioidea). Proceedings of the Linnean Society of New South Wales, vol. 106, p. 247-261.